# Die Glocke (journal)
Die Glocke est un journal quotidien publié à Oelde.

## Histoire
La première édition du journal fondé par Engelbert Holterdorf (né en 1858 à Bockum-Hövel, mort en 1925 à Oelde) est publiée le 14 mai 1880 sous le titre Oelder Zeitung. Le journal porte le nom de Die Glocke à partir de 1884. Le choix de la maison d'édition à Oelde est favorisé par la connexion à la ligne de chemin de fer de Cologne à Minden et la situation centrale à proximité des villes de Münster, Hamm, Paderborn et Bielefeld également promet une croissance rapide pour la jeune entreprise. Après la mort du fondateur Engelbert Holterdorf en 1925, ses fils Joseph (1882-1961) et Paul (1892-1959) reprennent la direction. La seule interruption se produit entre 1944 et 1949, la presse rotative était inactive. En 1949, Die Glocke reçoit une nouvelle licence et la première édition d'après-guerre paraît le 2 novembre 1949. Dans la troisième génération, Engelbert Holterdorf (1926-2010) et Karl-Friedrich Gehring (1914-1993) sont responsables de la fortune de la maison d'édition. Aujourd'hui, Fried Gehring (né en 1946) et Dirk Holterdorf (né en 1960) sont associés-gérants à la tête de la maison d'édition avec un total d'environ 230 employés permanents et environ 800 livreurs de journaux.

## Distribution
Avec ses six éditions locales, Die Glocke se vend à 45511 exemplaires dans les arrondissements de Gütersloh, Warendorf et Soest. Les annonceurs peuvent choisir entre douze unités de réservation différentes pour le journal, le journal publicitaire Wersekurier et le magazine du week-end Echo le samedi pour couvrir les foyers restants. La part des abonnés est de 95 %.
Au nord de l'arrondissement de Gütersloh de Warendorf, Die Glocke est en concurrence avec le Westfälische Nachrichten et le Münstersche Zeitung, qui paraissent à Münster, à Ahlen avec l’Ahlener Zeitung, dans l'arrondissement de Gütersloh avec le Neue Westfälische et le Westfalen-Blatt, et dans l'arrondissement de Soest avec le Soester Anzeiger.

## Rédaction
Au siège d'Oelde, l'équipe éditoriale travaillant selon le principe de la salle de rédaction fournit aux lecteurs des nouvelles de la politique, des affaires, de la culture, de la Westphalie, du sport, des conseils et du monde entier. Die Glocke a cinq éditeurs locaux : Gütersloh, Rheda-Wiedenbrück, Warendorf, Beckum et Oelde. Le rédacteur en chef est Fried Gehring. Au total, 61 rédacteurs permanents et cinq bénévoles créent les pages d'actualités locales, régionales et nationales. Ils sont soutenus par 400 pigistes et deux correspondants berlinois.